# Josefina Medrano
Josefina Medrano de la Serna (Salta, 11 de noviembre de 1972) es una médica especialista en pediatría, política y exministra de Salud Pública de la Provincia de Salta durante los primeros meses de la gobernación de Gustavo Sáenz.

## Biografía
Josefina Medrano de la Serna nació el 11 de noviembre en la Ciudad de Salta. Realizó sus estudios secundarios en el Colegio San Pablo de la capital salteña y luego se mudó a Capital Federal para estudiar medicina en la Universidad Nacional de Buenos Aires. Además de egresar en esa universidad, se especializó en pediatría en la Sociedad Argentina de Pediatría.
Durante la gestión de Mauricio Macri fue nombrada Coordinadora Ejecutiva de la Unidad de Gestión local Salta del Instituto de Seguridad Social para Jubilados y Pensionados (PAMI). También supo ser Coordinadora del Área Médica del Proyecto para Naciones Unidas dependiente del Ministerio de Salud de la Nación y asesora técnica del Área Materno Infantil del Ministerio de Salud de la Provincia de Salta. Fue médica de guardia interna, jefa de residentes, coordinadora del MEDICOM, entre otros cargos.
Realizó un posgrado en Salud Social y Comunitaria y Posgrado en Metodología de la Investigación en la Universidad Nacional de Tucumán, otro posgrado en Gestión y Evaluación de Sistemas de Salud en la UBA y otro posgrado en Evaluación en Tecnologías Sanitarias en la Universidad de Oxford.

### Ministra de Salud
El 10 de diciembre de 2019 el electo gobernador, Gustavo Sáenz, la nombra y le toma juramento en el cargo de Ministra de Salud Pública de la Provincia de Salta.
Uno de los desafíos durante su gestión fue la muerte de niños wichis por desnutrición durante el mes de febrero. Si bien en dos meses de gestión no se podría haber resuelto el hambre estructural en esa parte de la Provincia de Salta, Medrano tuvo una aparición en los medios desafortunada al decir que no era una novedad que los niños mueren por esas épocas del año.
Se enfrentó con el Intendente de San Ramón de la Nueva Orán, Pablo González, diciendo que no había necesidad de abrir la escuela de Orán por falta de camas en el Hospital San Vicente de Paul, el hospital de cabecera del Departamento Orán. Esta afirmación sería negada por el intendente y el jefe comunal le reprocharía el hecho de que no se hiciese presente en el interior y que fuese un problema en lugar de ayudar a buscar una solución.
El 8 de septiembre de 2020, Gustavo Sáenz le pediría la renuncia y sería sucedida en el cargo por el hasta ese entonces gerente del Hospital del Milagro, Juan José Esteban.
El 22 de septiembre del mismo año Medrano iba a ser designada al frente de la delegación de Salta de la Superintendencia de Servicios de Salud (SSS). La SSS es el ente que regula y controla a las Obras Sociales Nacionales y Entidades de Medicina Prepaga para garantizar los derechos de los Usuarios a las prestaciones de salud, además es el órgano responsable de la regulación y control de los actores del Sistema Nacional del Seguro de Salud (SNSS), y cuyo objetivo es asegurar el cumplimiento de las políticas del área para la promoción, preservación y recuperación de la salud. Finalmente no se la designó debido a que el Frente de Todos salteño se opuso a su nombramiento y el ministro Ginés González García recapituló.